# Geiselröhlitz
Geiselröhlitz (historisch auch: Geißelröhlitz) ist eine moderne Wüstung im Saalekreis in Sachsen-Anhalt. Sie wurde durch den Braunkohleabbau im Geiseltal zerstört.

## Geographische Lage
Geiselröhlitz lag im Geiseltal nordwestlich von Braunsbedra. Nachbarorte waren Kämmeritz im Westen,  Neumark im Osten und Petzkendorf im Süden. Die ehemalige Ortsflur liegt heute am Südrand des Geiseltalsees.

## Geschichte
1684 wurde im Ort für den Leipziger Universitätsprofessor Georg Moebius das Gutshaus Geiselröhlitz errichtet.
Geiselröhlitz gehörte bis 1815 zum wettinischen, später kursächsischen Amt Freyburg. Durch die Beschlüsse des Wiener Kongresses kam der Ort zu Preußen und wurde 1816 dem Kreis Querfurt im Regierungsbezirk Merseburg der Provinz Sachsen zugeteilt, zu dem er bis 1944 gehörte.
Um das Jahr 1900 umfasste Geiselröhlitz zehn Haushalte. Neben Landwirten lebten auch ein Bäcker, ein Müller und ein Weber im Ort. Die Gastwirtschaft wurde von Karl Götze betrieben. 1927 lebten in Geiselröhlitz 174 Einwohner.
Im März 1945 wurde der Ort von Flugzeugen der Alliierten bombardiert. Auch zuvor hatte es bereits Luftangriffe gegeben. Bei einem Angriff im Jahr 1944 wurde die im Ort befindliche romanische Dorfkirche Geiselröhlitz und das Gutshaus zerstört.
Seit dem 1. April 1937 war Geiselröhlitz ein Ortsteil von Neumark. Am 1. Januar 1962 wurde Geiselröhlitz Ortsteil von Braunsbedra. Neumark wurde 1963 umgesiedelt.
1950 wurde die Dorfkirche wieder aufgebaut, wobei Teile der zerstörten Dorfkirche Neumark genutzt wurden. Im Jahr 1964 wurde die Kirche und auch die Ruine des Gutshauses jedoch für den Braunkohletagebau abgerissen.
Im Zuge des Braunkohleabbaus im Geiseltal wurde Geiselröhlitz im Jahr 1967 umgesiedelt und abgebaggert (devastiert).